# 2148 Epeios
2148 Epeios là một Trojan của Sao Mộc bay trong quỹ đạo L4 điểm Lagrangian của Mặt Trời-Sao Mộc. Nó được đặt theo tên anh hùng Hy Lạp cổ đại Epeius. Nó được phát hiện bởi Richard Martin West ngày 24 tháng 10 năm 1976 ở đài thiên văn La Silla ở Chile. 2146 Stentor cũng được phát hiện cùng ngày bởi West.